# Приселци (област Бургас)
Вижте пояснителната страница за други значения на Приселци.
Присéлци е село в Източна България, област Бургас, община Несебър. През 2021 г. е включено в общ референдум за преминаване към нова община Обзор. По-голямата част от участниците в него от селото гласуват за, но други 4 села са против, оспорват вота и организират протести и контрареферендум с резултат оставане в община Несебър.  Новата община не е утвърдена с президентски указ. 

## География
Село Приселци се намира край границата на Бургаска с Варненска област, на 7,6 km от Обзор, на 48 km от общинския център Несебър и на 64 km от областния център Бургас.

## Забележителности
Намиращо се само на 7 километра от морския бряг по склоновете на Стара планина, селото предлага възможности за развитие на морския и планинския туризъм. На запад от селото се простира гора, наречена Дългата стока, която красиво се простира по целия път към селото. На юг започват склоновете на Стара планина, в която красиво се сливат вечната букова и орехова гора.
В гората започва път, който се простира високо в планината. По пътя има редица поляни, на които може да се наблюдава китното селце, а в далечината се мият морските брегове край гр. Обзор.

## Население

### Етнически състав
Преброяване на населението през 2011 г.
Численост и дял на етническите групи според преброяването на населението през 2011 г.:
|                     | Численост |
| Общо                | 45        |
| Българи             | 36        |
| Турци               | -         |
| Цигани              | 9         |
| Други               | -         |
| Не се самоопределят | -         |
| Неотговорили        | -         |

## Личности
- Ангел Керезов (р. 1939) – български борец, олимпийски медалист

## Други
Туристическо селище, разположено в предпланините над Обзор, на 7 км от северния плаж на града. В селото има над 70 вили, хотел, параклис, планирано е изграждане на конна база на „Лукойл“ (спряно).